# Bolesław Wicenty
Bolesław Wicenty (ur. 6 lutego 1921 w Mylinie, zm. 21 marca 1999) – polski rolnik i polityk, poseł na Sejm PRL III i IV kadencji.

## Życiorys
Uzyskał wykształcenie podstawowe, z zawodu rolnik. Prowadził własne gospodarstwo rolne. Pełnił funkcję prezesa kółka rolniczego w Mylinie i Powiatowego Związku Kółek Rolniczych. Należał do Polskiej Zjednoczonej Partii Robotniczej, był członkiem komitetu powiatowego partii. Pełnił obowiązki ławnika sądu powiatowego oraz radnego powiatowej rady narodowej.
W 1961 i 1965 uzyskiwał mandat posła na Sejm PRL w okręgu Szamotuły, w parlamencie zasiadał w Komisji Handlu Wewnętrznego.
Syn Stanisława i Anastazji z domu Jóźwiak, żonaty z Jadwigą. Mieszkał w Chrzypsku Wielkim.

## Odznaczenia
- Krzyż Kawalerski Orderu Odrodzenia Polski
- Złoty Krzyż Zasługi
- Srebrny Krzyż Zasługi
- Brązowy Krzyż Zasługi (1951)[1]
- Medal za Długoletnie Pożycie Małżeńskie (1997)[2]
- Odznaka 1000-lecia Państwa Polskiego (1966)[3]